# Parabopyrella hodgarti
Parabopyrella hodgarti är en kräftdjursart som först beskrevs av Goverdhan Lal Chopra 1923.  Parabopyrella hodgarti ingår i släktet Parabopyrella och familjen Bopyridae. Inga underarter finns listade i Catalogue of Life.